# René Araou
René Araou (18 de outubro de 1902 — 8 de janeiro de 1955) foi um jogador de rugby union francês, medalhista olímpico.

## Carreira
Durante sua carreira esportiva, representou o clube RC Narbonne, com o qual disputou as finais do campeonato francês em 1932 e 1933. Araou integrou a equipe da Seleção da França que conquistou a medalha de prata nos Jogos Olímpicos de Verão de 1924 em Paris. Ele jogou uma partida desta competição – em 4 de maio, os franceses derrotaram a Romênia por 61–3 no Stade de Colombes.